# Oxyserica bimaculata
Oxyserica bimaculata är en skalbaggsart som beskrevs av Hope 1831. Oxyserica bimaculata ingår i släktet Oxyserica och familjen Melolonthidae. Inga underarter finns listade i Catalogue of Life.